# Wesoła (herb szlachecki)

herb Wesoła

Wesoła (Gaudium, Wesele) – polski herb szlachecki.

## Opis herbu
Zgodnie z zasadami heraldycznymi herb powinno się blazonować następująco:
W polu czarnym skos w szachownicę srebrno-czerwoną.
Klejnot – brak.
Labry czerwone z podbiciem srebrnym.

## Historia herbu
Po raz pierwszy pojawia się u Paprockiego w jego Herbach rycerstwa polskiego jako wzmianka, że był to herb św.  Bernarda z Clairvoux i nazywa go Wesele bądź Gaudium. Szymon Okolski natomiast nazywa go Tarcza Wesoła i twierdzi, że pochodzi z Prus. Małachowski i Niesiecki uważają, że pochodzi ze Śląska. Ten ostatni łączy go z herbem rodziny Wiese, który jednakże ma pole niebieskie.

## Herbowni
Tadeusz Gajl podaje następujące nazwiska (p. linki zewnętrzne) herbownych:
Wiesch, Wiesiorowicz.